# Regeringen Kristian Djurhuus III
Kristian Djurhuus' tredje regering var Færøernes regering fra 19. november 1968 til 12. december 1970. Den var en koalition mellem Sambandsflokkurin (SB), Javnaðarflokkurin (JF) og Sjálvstýrisflokkurin (SF), ledet af Kristian Djurhuus (SB). Regeringens eneste udskiftning var Atli Dams tiltrædelse efter Villi Sørensens død 1. januar 1970.
|                                           | Minister          | Parti | Fra               | Til               |
| ----------------------------------------- | ----------------- | ----- | ----------------- | ----------------- |
| Lagmand                                   | Kristian Djurhuus | SB    | 19. november 1968 | 12. december 1970 |
| Visestatsminister                         | Jacob Lindenskov  | JF    | 19. november 1968 | 12. december 1970 |
| Ministerium                               | Minister          | Parti | Fra               | Til               |
| Sundheds-, social- og industriministeriet | Jacob Lindenskov  | JF    | 19. november 1968 | 12. december 1970 |
| Trafik- og fiskeriministeriet             | Atli Dam          | JF    | 9. marts 1970     | 12. december 1970 |
|                                           | Villi Sørensen    | JF    | 19. november 1968 | 1. januar 1970    |
| Kommunal-, kultur- og skoleministeriet    | Sámal Petersen    | SF    | 19. november 1968 | 12. december 1970 |

## Eksterne links
- Færøernes lagmænd og regeringer siden 1948 Arkiveret 6. oktober 2014 hos  Wayback Machine

| Portal | Portal:Færøerne |